# Jason Cooper
Pour les articles homonymes, voir Cooper.
Jason Toop Cooper, né le 31 janvier 1967 à Londres, est un batteur anglais essentiellement connu pour son travail avec The Cure.

## Biographie
Jason Cooper rejoint The Cure en 1995, remplaçant Boris Williams à la batterie. Il apporte au groupe un jeu rythmique plus diffus et fluide.
Auparavant il jouait dans le groupe My Life Story, avec qui il a enregistré l'album Mornington Crescent en 1994.
C'est en répondant à une annonce parue dans le Melody Maker qu'il est sélectionné pour passer une audition, sans savoir qu'il s'agissait de The Cure. L'annonce indiquait seulement qu'un groupe très célèbre cherchait un nouveau batteur. 
Jason Cooper a participé à l'enregistrement des albums Wild Mood Swings (1996), Bloodflowers (2000), The Cure (2004), 4:13 Dream (2008) et Bestival Live 2011 (2011) ainsi qu'à diverses sessions d'enregistrement hors albums (Cogasm avec Reeves Gabrels et Robert Smith (1998), Acoustic Hits sur l'édition limitée du Greatest Hits (2001)...) et aux DVD live Trilogy, filmé lors de deux concerts à Berlin les 11 et 12 novembre 2002, et Festival 2005.
Jason Cooper a également composé, avec Oliver Kraus, la musique du film d'horreur Inside (From Within) en 2008, récompensée cette même année lors du Solstice Film Festival.   
On le retrouve sur l'album Froot de Marina and the Diamonds (dont la sortie est prévue en avril 2015).